# Marcus Fox
Pour les articles homonymes, voir Fox.
John Marcus Fox (11 juin 1927 - 16 mars 2002) est un homme politique du Parti conservateur britannique. Il est député de Shipley de 1970 à 1997. Il est président du Comité 1922 supervisant directement la sélection des candidats pour le Parti conservateur. 

## Biographie
Fox a une sœur jumelle avec qui il suivait des cours de danse. Lors de ces leçons, il rencontre Betty Boothroyd, plus tard Président de la Chambre des communes du Royaume-Uni . Il fréquente la Wheelwright Grammar School for Boys (maintenant un campus du Kirklees College) à Dewsbury. 
Fox sert dans le Green Howards (régiment du duc de Wellington) en tant que lieutenant. Fox quitte les Green Howards et commence sa carrière politique avec son élection au Conseil de Dewsbury en 1956, jusqu'en 1963. Il est ensuite employé de banque, puis directeur des ventes pour Woolworths et Terry's à York, puis directeur de société . Il se présente sans succès à Dewsbury en 1959 et Huddersfield West en 1966, puis est élu en 1970. 
Après l'élection de Fox au parlement en tant que député de Shipley, il est whip sous Edward Heath, puis ministre subalterne sous Margaret Thatcher. Il retourne sur les bancs arrière en 1981 et commence à gravir les échelons pour devenir président du Comité 1922, devenant vice-président en 1983 et président en 1994. Il reçoit un MBE en 1963, est fait chevalier en 1986 et est devenu membre du Conseil privé en 1996 . 
Fox perd son siège aux élections générales de 1997 au profit de Chris Leslie, le candidat travailliste. 
Il épouse Ann Tindall en 1954; ils ont un fils et une fille. 